# JFK: Reloaded
JFK Reloaded je historický simulátor skotského studia Traffic Games. Videohra se snaží rekonstruovat atentát na amerického prezidenta Johna F. Kennedyho a je považována za kontroverzní. Byla vydána 22. listopadu 2004, v den 41. výročí atentátu. Tvůrci hry uvedli, že se snažili „oživit historii“ a pomoct prokázat zjištění Warrenovy komise.